# Marcel Jouhandeau
Marcel Jouhandeau (Guéret, 26 luglio 1888 – Parigi, 7 aprile 1979) è stato uno scrittore francese.

## Biografia
Nato in una famiglia della piccola borghesia, ebbe una formazione fortemente religiosa che segnò indelebilmente il suo carattere e il suo linguaggio.
Segnato sul volto da una malformazione al labbro, si volse fin da giovane - sotto l'influenza di una giovane (Jeanne Martin) che era stata novizia nell'ordine dei Carmelitani di Limoges - verso un cattolicesimo misticheggiante e considerò di entrare in seminario.
Trasferitosi nel 1908 a Parigi studiò al Liceo Henri-IV e successivamente alla facoltà di lettere classiche. Nella capitale francese si avvicinò alle idee dogmatiche di Charles Maurras. Quello stesso anno prese consapevolezza della sua omosessualità latente, tra i suoi amanti annoverò anche Michel Leiris. Divenne professore al collegio privato Saint-Jean-de-Passy dal gennaio 1912 (lavoro che mantenne fino al 1949), nello stesso periodo scrisse i suoi primi racconti e iniziò a collaborare con la rivista e la collana editoriale Nouvelle Revue Française
Già nel 1914, nel pieno d'una crisi mistica e non avendo ancora accettato apertamente la propria omosessualità, bruciò tutti i suoi manoscritti e tentò di suicidarsi. Una volta superato il momento di crisi, tornò a dedicarsi all'attività letteraria, formando il progetto delle "Cronache del villaggio", che costituirono i suoi primi successi letterari. Durante la prima guerra mondiale lavorò come segretario comunale nella sua città natale, evitando così di prendere parte agli scontri bellici.
Ebbe una vita all'insegna dell'ambiguità e della contraddizione; tre sono gli elementi che la contrassegnarono: il cattolicesimo, l'omosessualità e l'antisemitismo.
Rimase infatti per tutta la vita un fervente cattolico, senza percepire per questo un contrasto tra la sua fede e il suo orientamento sessuale: spesso nelle sue opere temi biblici e mitologici si fondono nella descrizione di scene erotiche. Inoltre Jouhandeau descrisse la realtà quotidiana, la sua terra, la presenza del male e le sue abitudini provinciali. Nel 1924 diede alle stampe Les Pincegrain, una descrizione cronachistica degli abitanti di Guéret, che scandalizzo i suoi concittadini e ne causò l'ostilità..
Jouhandeau nella sua carriera letteraria scrisse romanzi, poesie, drammi, saggi e soprattutto memoriali; si distinse principalmente per il suo virtuosismo stilistico.
Peraltro, nonostante le discriminazioni subite in quegli anni per l'orientamento sessuale, assunse dal 1937 posizioni fortemente antisemitiche.
Nel 1929, all'età di quarant'anni, nonostante la sua omosessualità, probabilmente per guadagnare rispettabilità nell'ambiente alto-borghese, sposò una ex ballerina, Elisabeth, che appare in alcuni suoi libri con lo pseudonimo di Élise. Nel 1949 la coppia adottò una bambina orfana chiamata Céline la quale partorì appena raggiunta la maggior età un bambino cui diede il nome di Marc (il padre, un italiano, ritornò in patria poco dopo abbandonando la ragazza e il figlio) che venne adottato da Jouhandeau divenendo il centro della sua vita e diventando una presenza ricorrente nei suoi diari da questo momento in poi.
Dal 1936 al 1941 scrisse quattro articoli antisemiti, tre dei quali furono raccolti in un opuscolo intitolato Le Péril Juif ("la minaccia ebraica") pubblicato dalla casa editrice Sorlot. Nel 1941 partecipò al “Congresso di Weimar” organizzato da Joseph Goebbels su invito dello scrittore collaborazionista Gerhard Heller. Con lui presenziarono anche Abel Bonnard, Pierre Drieu la Rochelle, Robert Brasillach, Alfred Fabre-Luce, Jacques Chardonne, André Fraigneau e lo scrittore franco-messicano Ramon Maria Gabriel Adeodato Fernandez. Tenutosi in una villa appartenuta a Goethe, il Congresso era stato indetto da Goebbels, ministro della propaganda nazista, per definire l'ipotetico universo letterario e culturale di una futura nuova Europa sotto il controllo del Terzo Reich alla fine della seconda guerra mondiale. Nel dicembre 1941, Jouhandeau pubblicò Témoignage, un breve articolo in cui sviluppava la sua ammirazione per la Germania nazista, su La Nouvelle Revue Française di Drieu la Rochelle.
Nel maggio 1944, Élise Jouhandeau denunciò lo scrittore ed editore Jean Paulhan come “ebreo” e Bernard Groethuysen come “comunista” alla Gestapo. Marcel Jouhandeau mette così in guardia preventivamente Paulhan dall'accusa di sua moglie e affermò in merito: “Ciò che amo di più al mondo ha denunciato ciò che amo di più al mondo”.
Con la Liberazione della Francia il suo caso verrà subito chiuso senza ulteriori provvedimenti. Jouhandeau successivamente rinnegherà la sua fase antisemita definendola "una vampata", ciò però non gli impedì di ritornare più volte su questo periodo della sua carriera parlandone apertamente nei suoi diari, una lunga cronaca di 28 volumi pubblicati regolarmente.
L'amico Roger Peyrefitte lo inserì più volte nei suoi romanzi sotto lo pseudonimo di Marcel Jouvenceau. Essendo quest'ultimo personaggio descritto nel romanzo Gli ebrei ("Le Juifs") come un feroce antisemita, Jouhandeau sporse denuncia contro l'autore ma essa venne respinta.
Divenuto completamente cieco, Marcel Jouhandeau smette di scrivere nel 1974, tre anni dopo la morte di sua moglie. Dedica i suoi ultimi anni interamente al nipote Marc e muore di cancro allo stomaco nel 1979 a Rueil-Malmaison, sua dimora dal 1960.
È un autore prolifico, la sua produzione letteraria, generalmente autobiografica, comprende circa 120 libri, anche se la sua opera è giudicata ripetitiva e disomogenea dalla critica.
La sua personalità e la sua opera hanno influenzato diversi autori tra cui il già menzionato Chardonne, Gabriel Matzneff, Renaud Camus e Jean Raspail il quale fu anche suo allievo a Saint-Jean-de-Passy.

## Opere tradotte in italiano
- Le cadavre enlevé, 1930 (Il cadavere rapito, traduzione di Rosetta Signorini, con una Nota di Ena Marchi, Adelphi, Milano, 2016)
- Tite-le-long, 1932 (Tite le long, traduzione di Armando Supino, Bompiani, Milano,  1949)
- Chroniques maritales, 1938 (Cronache maritali, traduzione di Guido Neri,  Feltrinelli, Milano, 1961; Adelphi, Milano,  1999)
- Tirésias, 1954 (Tiresia, a cura di Ornella Tajani,  Marchese, Grumo Nevano (NA), 2013)
- Trois crimes rituels, 1962 (Tre delitti rituali,  a cura di Ena Marchi, Adelphi, Milano, 1996)
- Riposte à Roger Perfide, 1965 (Risposta a Roger Perfide, traduzione di Caterina Longanesi, All'insegna del pesce d'oro, Milano, 1966)
- Pages égarées, postumo, 1980 (Pagine smarrite, traduzione di Giancarlo Pavanello, ES, Milano,  1994; Sperling & Kupfer, Milano, 1996)